# Lamia El Aaraje
Lamia El Aaraje (geboren am 22. November 1986 in Rabat (Marokko)) ist eine französische Politikerin.
Sie ist Sprecherin der Sozialistischen Partei Frankreichs. Seit Juli 2020 ist sie Stadträtin von Paris und Vorsitzende des Ausschusses des Conseil de Paris für öffentlichen Raum, Sicherheit und Verkehr. Von Juni 2021 bis Januar 2022 war sie Abgeordnete des 15. Wahlkreises von Paris.
Im November 2022 wurde sie zur stellvertretenden Bürgermeisterin von Paris ernannt.

## Leben und Wirken
Lamia El Aaraje wurde 1986 in Rabat (Marokko) geboren. Ihr Vater war in der Wartung von Telekommunikationsnetzen tätig, ihre Mutter arbeitete als Laborantin. El Aaraje kam 2004 nach Frankreich, und zwar nach Limoges, wo sie Pharmazie studierte.

### Die Berufslaufbahn
Sie hat einen Doktortitel in Pharmazie und verteidigte im Oktober 2013 ihre Dissertation mit dem Titel Évolution des concepts de santé publique et d’éducation à la santé et rôle de l'école (die „Entwicklung von Konzepten für Gesundheit und Gesundheitserziehung und die Rolle der Schule bei ihrer Förderung“).
Parallel dazu machte sie eine Ausbildung als Juristin für Gesundheits- und Arzneimittelrecht. El Aaraje begann ihre berufliche Laufbahn als Praktikantin bei der Haute Autorité de santé (Behörde für Gesundheitsfragen), bevor sie während der 14. Legislaturperiode zum parlamentarischen Team von Catherine Lemorton, der Vorsitzenden des Ausschusses für soziale Angelegenheiten, stieß. Anschließend arbeitete sie als Führungskraft bei Krankenversicherungen (Mutuelle des Étudiants und Intériale Mutuelle).

### Politische Laufbahn
Lamia El Aaraje, die sich in den 2010er Jahren der Sozialistischen Partei beitrat, engagierte sich während ihres Studiums in verschiedenen linken Jugendorganisationen, insbesondere beim Mouvement des jeunes socialistes (der Bewegung der jungen Sozialisten).
Als Studentin, die sich seit ihrem Studienbeginn gegen Ungleichheit und soziale Reproduktion engagierte, schloss sie sich der Union nationale des étudiants de France UNEF an, wurde Vorsitzende der Ortsgruppe der Universität Limoges und war von 2010 bis 2012 Mitglied des nationalen Kollektivs. Im Jahr 2012 war sie nach dem Parteitag in Toulouse eine der Jüngsten im Nationalrat der Sozialistischen Partei.
Bei der Kommunalwahl 2014 kandidierte sie auf der Liste von Anne Hidalgo, die im 20. Arrondissement von Frédérique Calandra angeführt wurde. Sie war die Jüngste im Bezirksrat und wurde zur Stellvertretenden Bürgermeisterin für Gesundheit, den lokalen Rat für psychische Gesundheit und Behinderung ernannt. Später wurde sie Vorsitzende der Fraktion der Sozialisten, Republikaner und Verwandten.
Im Frühjahr 2020 kandidierte sie erneut als sozialistische Kandidatin auf der von Eric Pliez geführten Liste von Anne Hidalgo im 20. Arrondissement für die Kommunalwahlen. Nachdem die sozialistische Liste gegen die Listen der Republikaner und La France Insoumise gewonnen hatte, wurde sie im Juni 2020 Pariser Stadträtin und Vorsitzende des dritten Ausschusses des Pariser Stadtrates.
Im Juni 2021, nach dem Rücktritt der Abgeordneten des 15. Wahlbezirks von Paris George Pau-Langevin, gewann sie die Nachwahl für das Parlament mit 56,56 % der Stimmen gegen Danielle Simonnet (LFI).
Am 7. Juni 2021 zog sie in den Palais Bourbon ein, den Sitz der Nationalversammlung, und wurde für die Fraktion der Sozialisten und der mit diesen verbündeten Parteien Mitglied des Gesetzgebungsausschusses. Sie wurde für ihre Fraktion insbesondere zuständig für den Entwurf des Gesetzes über den Gesundheitsschutz. Sie prangerte die Missachtung der parlamentarischen Arbeit an, da die Exekutive ihrer Meinung nach die Debatten überstürzt führt. Sie sprach sich für eine Impfpflicht gegen Covid-19 aus, für die Aufhebung der Patente auf diese Impfstoffe, um einen weltweiten Zugang zu diesem Gemeingut zu ermöglichen, und sie lehnte den Gesundheitspass ab, der ihrer Meinung nach die persönlichen Freiheiten zu stark beeinträchtigt.
Am 28. Januar 2022 erklärte der Verfassungsgerichtshof die Wahl vom Juni 2021, bei der sie zur Abgeordneten gewählt worden war, für ungültig, da einer ihrer Gegenkandidaten unter einer falschen Identität aufgetreten war und öffentlich eine Nominierung beanspruchte, die er in Wahrheit nicht erhalten hatte. Lamia El Aaraje verlor damit ihr Abgeordnetenmandat. Da die Parlamentswahl einige Monate später stattfand, gab es keine Nachwahl und der Sitz blieb unbesetzt.
Aufgrund der NUPES-Vereinbarungen wurde Lamia El Aaraje nicht für die Parlamentswahlen 2022 nominiert. Sie trat dennoch an und damit auch gegen die von der NUPES nominierte Kandidatin Danielle Simonnet (LFI). Ihre Kandidatur wurde vom ehemaligen Premierminister Lionel Jospin unterstützt. Während des Wahlkampfes erhielt sie die offizielle Unterstützung der Sozialistischen Partei. Im zweiten Wahlgang erhielt sie 41,55 % der Stimmen gegenüber 58,45 % für ihre Gegnerin Danielle Simonnet, die die Wahl gewann.
Zurzeit ist sie Sprecherin für die Parti socialiste.
Im Vorfeld des Parteitags der PS 2023 ist sie eine der Sprecherinnen der Strömung Refondations („Neugründungen“), die sich gegen Olivier Faure und dessen Politik gegenüber der NUPES wendet.
Am 17. November 2022 wurde El Aaraje zur stellvertretenden Bürgermeisterin von Paris ernannt, die für die allgemeine Zugänglichkeit und Menschen mit Behinderungen zuständig ist.